# Полностью усечённый пятиячейник
| Полностью усечённый 5-ячейник                          | Полностью усечённый 5-ячейник                                                                      | |
| ------------------------------------------------------ | -------------------------------------------------------------------------------------------------- | -------------------------------------------------------------------------------------------------- |
| Полностью усечённый 5-ячейник (ортогональная проекция) | | |
| Тип                                                    | Четырёхмерный политоп                                                                              | |
| Символ Шлефли                                          | t1{3,3,3} или r{3,3,3} {32,1} = {\displaystyle \left\{{\begin{array}{l}3\\3,3\end{array}}\right\}} | t1{3,3,3} или r{3,3,3} {32,1} = {\displaystyle \left\{{\begin{array}{l}3\\3,3\end{array}}\right\}} |
| Диаграмма Коксетера — Дынкина                          | node · 3 · node_1 · 3 · node · 3 · node · node_1 · split1 · nodes · 3a · nodea                     | node · 3 · node_1 · 3 · node · 3 · node · node_1 · split1 · nodes · 3a · nodea                     |
| Ячеек                                                  | 10 (5 {3;3}, 5 {3;4})                                                                              | |
| Граней                                                 | 30                                                                                                 | |
| Рёбер                                                  | 30                                                                                                 | |
| Вершин                                                 | 10                                                                                                 | |
| Вершинная фигура                                       | Треугольная призма                                                                                 | Треугольная призма                                                                                 |

В четырёхмерной геометрии полностью усечённый пятиячейник — это однородный четырёхмерный политоп, состоящий из 5 правильных тетраэдрических и 5 правильных октаэдрических граней. Он имеет 30 треугольных граней (плоских), 30 рёбер и 10 вершин. Вершинная фигура — треугольная призма.
Это один из трёх полуправильных четырёхмерных политопов, которые составлены из правильных многогранников (Платоновых тел).
Этот многоячейник является вершинной фигурой 5-полукуба, рёберной фигурой однородного 221 политопа.

## Изображения
Диаграмма Шлегеля (показаны 5 ячеек-тетраэдров).
| Стереографическая проекция (центрировано по октаэдру) | Развёртка                                        |
|                                                       | Центрированная по тетраэдру центральная проекция |